# Liste der Biografien/Gof
Liste der Biografien |
Portal Biografien |
Personensuche
# |
A |
B |
C |
D |
E |
F |
G |
H |
I |
J |
K |
L |
M |
N |
O |
P |
Q |
R |
S |
T |
U |
V |
W |
X |
Y |
Z |
?
 
Ga |
Gb |
Gc |
Gd |
Ge |
Gf |
Gh |
Gi |
Gj |
Gk |
Gl |
Gm |
Gn |
Go |
Gp |
Gq |
Gr |
Gs |
Gu |
Gv |
Gw |
Gy |
Gz
 
Goa |
Gob |
Goc |
God |
Goe |
Gof |
Gog |
Goh |
Goi |
Goj |
Gok |
Gol |
Gom |
Gon |
Goo |
Gop |
Gor |
Gos |
Got |
Gou |
Gov |
Gow |
Goy |
Goz
Die Liste der Biografien führt alle Personen auf, die in der deutschsprachigen Wikipedia einen Artikel haben. Dieses ist eine Teilliste mit 53 Einträgen von Personen, deren Namen mit den Buchstaben „Gof“ beginnt.

## Gof

### Gofe
- Gofenberg, Josif (1949–2022), Akkordeonist und Dozent der Jüdischen Musik
- Gofers, Keesja (* 1990), australische Wasserballspielerin
- Gofers, Taniele (* 1985), australische Wasserballspielerin

### Goff
- Goff, Abe (1899–1984), US-amerikanischer Politiker
- Goff, Bruce (1904–1982), US-amerikanischer Architekt
- Goff, Darius L. (1919–1998), US-amerikanischer Politiker
- Goff, Guy D. (1866–1933), US-amerikanischer Jurist und Politiker der Republikanischen Partei
- Goff, Ivan (1910–1999), australischer Drehbuchautor und Produzent
- Goff, Jared (* 1994), US-amerikanischer American-Football-SpielerJared Goff (* 1994)

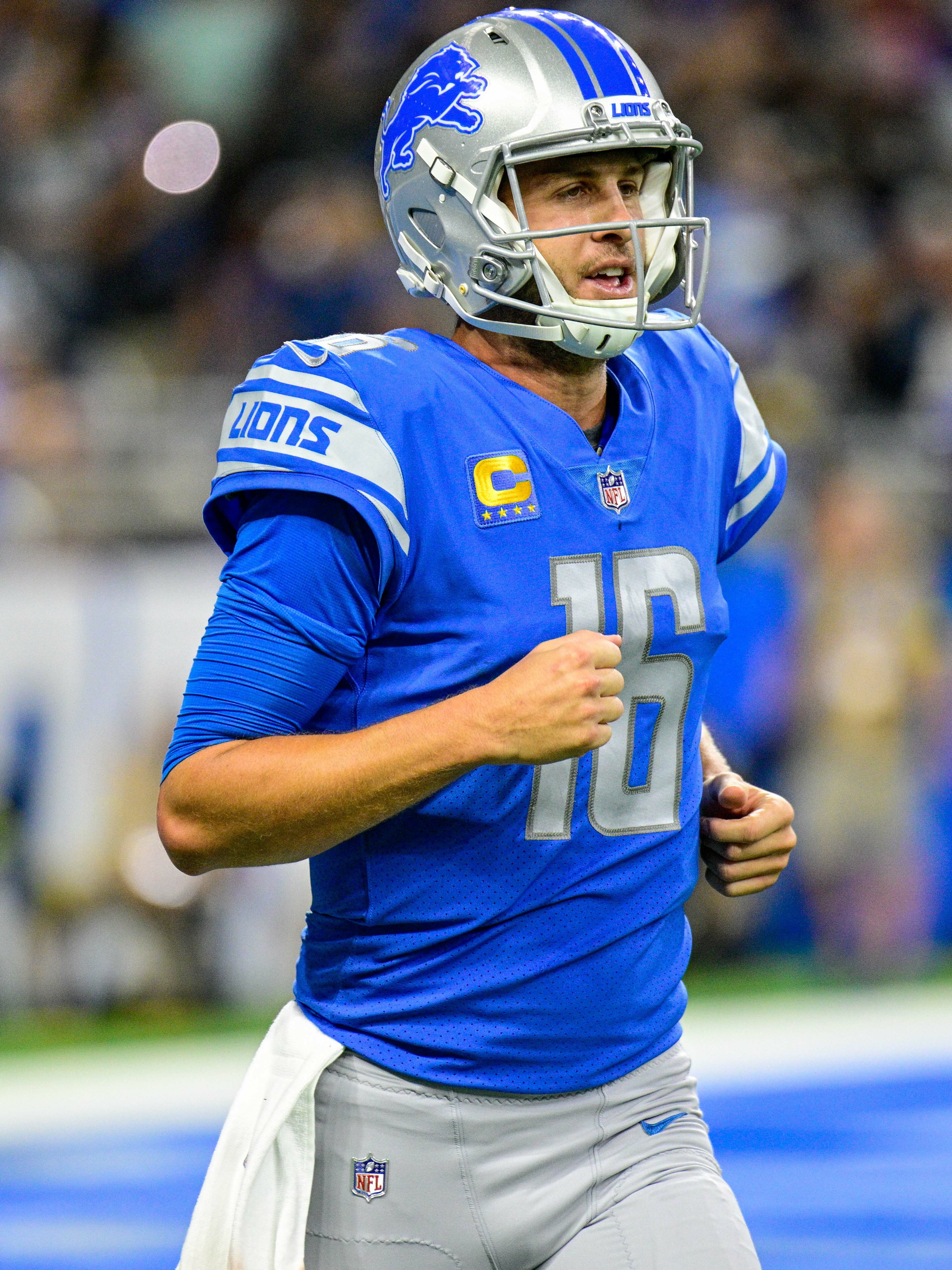
Jared Goff (* 1994)

- Goff, Nathan (1843–1920), US-amerikanischer Jurist und Politiker (Republikanische Partei)
- Goff, Phil (* 1953), neuseeländischer Politiker
- Goff, Robert Charles (1837–1922), englischer Maler, Radierer und Aquarellist
- Goff, Robert, Baron Goff of Chieveley (1926–2016), britischer Richter und Jurist
- Goff, Trish (* 1976), US-amerikanisches Model
- Goffart, Daniel (* 1961), deutscher Journalist
- Goffart, Heinz (* 1932), deutscher Fußballspieler
- Goffart, Maximilian (1921–1980), deutscher Geistlicher und Weihbischof in Aachen
- Goffart, Walter A. (1934–2025), US-amerikanischer Mediävist
- Goffe, Sue (* 1964), britische Filmproduzentin
- Goffe, William, Soldat und Politiker in Englischen Bürgerkrieg
- Goffeny, Paul (1907–1945), französischer Pilot
- Gofferje, Karl (1893–1966), deutscher Musikpädagoge, Lautenspieler, Multiinstrumentalist und Instrumentenbauer
- Goffette, Guy (1947–2024), belgischer französischsprachiger Lyriker und Schriftsteller
- Goffette, Vivian, belgischer Filmregisseur und Drehbuchautor
- Goffi, Danilo (* 1972), italienischer Marathonläufer
- Goffi, Lento (1923–2008), italienischer Lyriker und Literaturkritiker
- Goffi, Sara (* 1981), italienische Schwimmerin
- Goffin, Alain (* 1956), belgischer Comiczeichner
- Goffin, Callum (* 1996), walisischer Dartspieler
- Goffin, David (* 1990), belgischer Tennisspieler
- Goffin, Evi (* 1981), belgische SängerinEvi Goffin (* 1981)

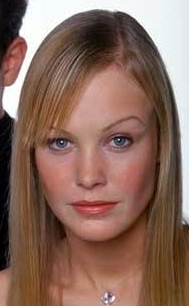
Evi Goffin (* 1981)

- Goffin, Gerry (1939–2014), US-amerikanischer Liedtexter
- Goffin, Hanno (1926–2011), deutscher Bauingenieur
- Goffin, Hanno (* 1959), deutscher Unternehmer
- Goffin, Louis (1904–1975), belgischer Diplomat
- Goffin, Pascal (* 1982), deutscher Schauspieler
- Goffin, Philippe (* 1967), belgischer Politiker
- Goffin, René J (* 1951), deutscher Bildender Künstler
- Goffin, Robert (1898–1984), belgischer Autor
- Goffiné, Leonhard (1648–1719), Prämonstratenser-Chorherr im Kloster Steinfeld/Eifel
- Goffinet, Georges (1905–1945), belgischer römisch-katholischer Geistlicher und Märtyrer
- Goffitzer, Friedrich (1927–2010), österreichischer Architekt, Innenarchitekt, Designer
- Goffitzer-Thalhammer, Waltraud (* 1942), österreichische Grafikerin, Keramikerin, Textilkünstlerin und Hochschullehrerin
- Goffman, Alice (* 1982), US-amerikanische Soziologin, Autorin und Hochschullehrerin
- Goffman, Erving (1922–1982), US-amerikanischer Soziologe kanadischer Herkunft
- Goffman, William (1924–2000), US-amerikanischer Informationswissenschaftler
- Goffredi, Jakob († 1473), deutscher Geistlicher
- Goffredus de Trano († 1245), italienischer Jurist, Kardinal der Römischen Kirche
- Goffriller, Eugen (1899–1974), österreichischer Opernsänger (Tenor)
- Goffriller, Matteo (1659–1742), Geigenbauer

### Gofm
- Gofman, John (1918–2007), US-amerikanischer Kernphysiker und Molekularbiologe
- Gofman, Roman (* 1976), israelischer Generalmajor und MilitärsekretärRoman Gofman (* 1976)

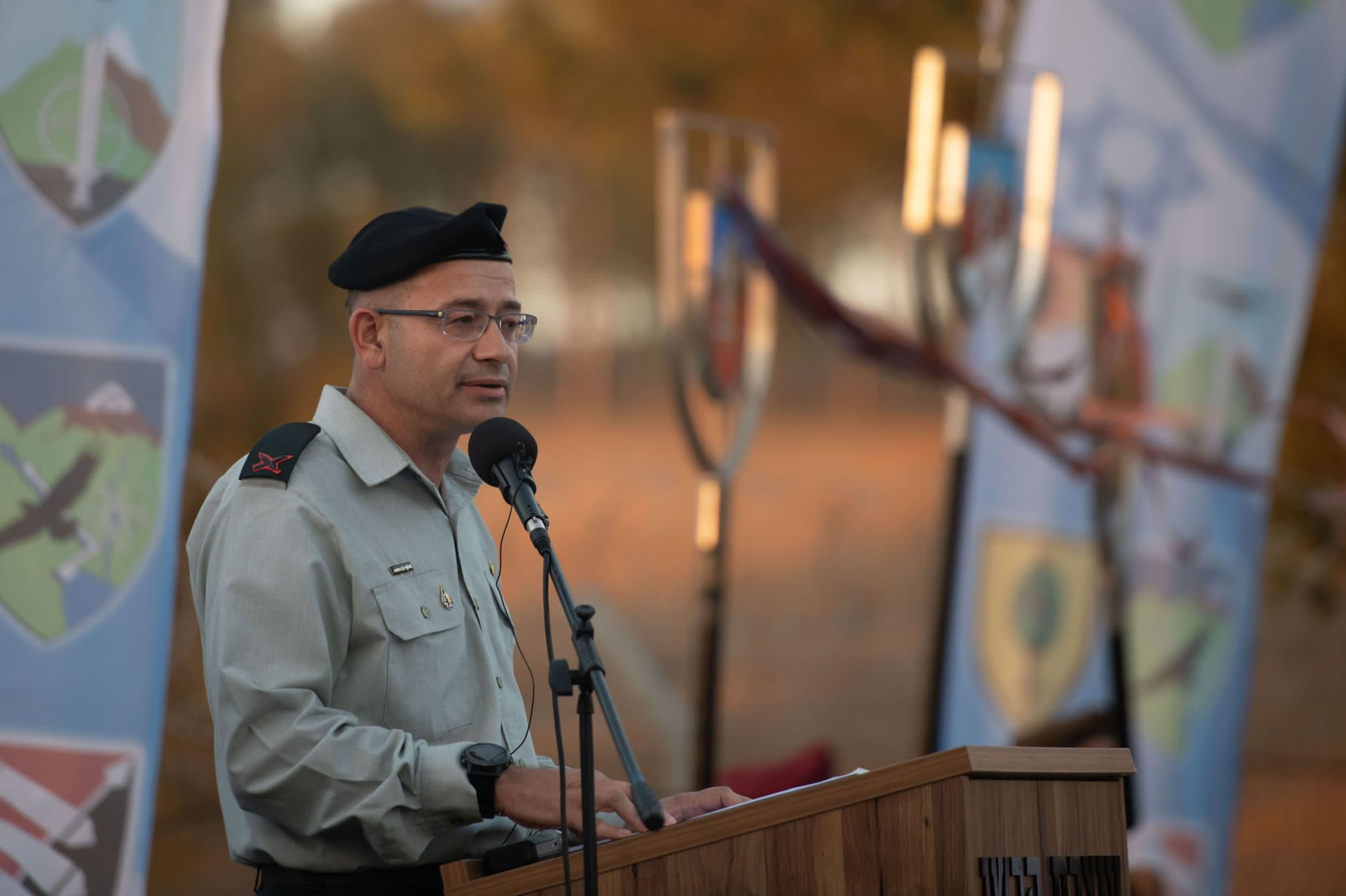
Roman Gofman (* 1976)

### Gofs
- Gofshtein, Leonid (1953–2015), sowjetisch-israelischer Schachspieler